# Hilde Rittersberger-Straub

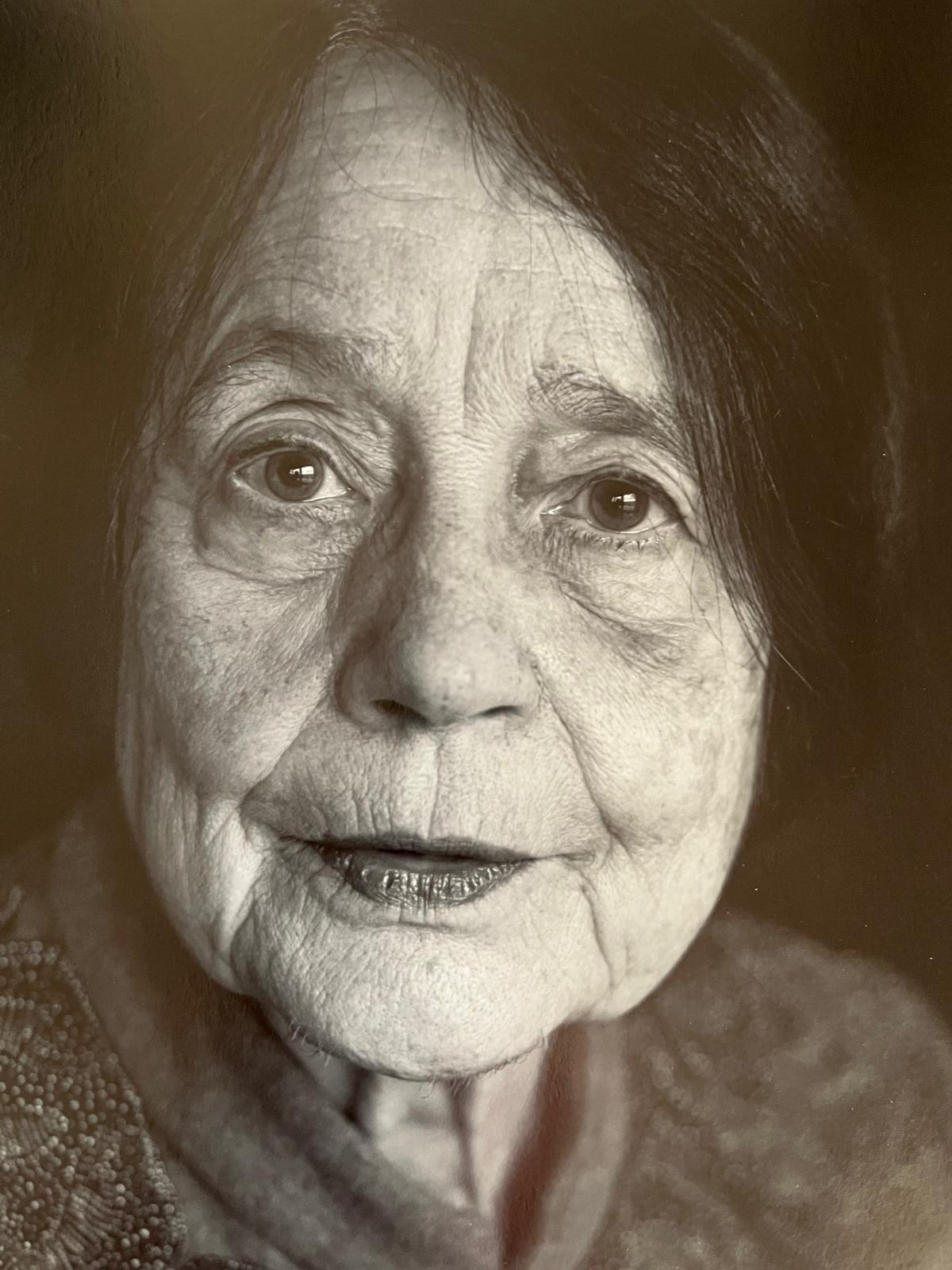
Hilde Rittersberger-Straub (Porträt: Henner Kaiser) (2024)

Hilde Rittersberger-Straub (* 1941 in Heppenheim an der Bergstraße) ist eine Pianistin und Klavierpädagogin aus Deutschland.

## Leben

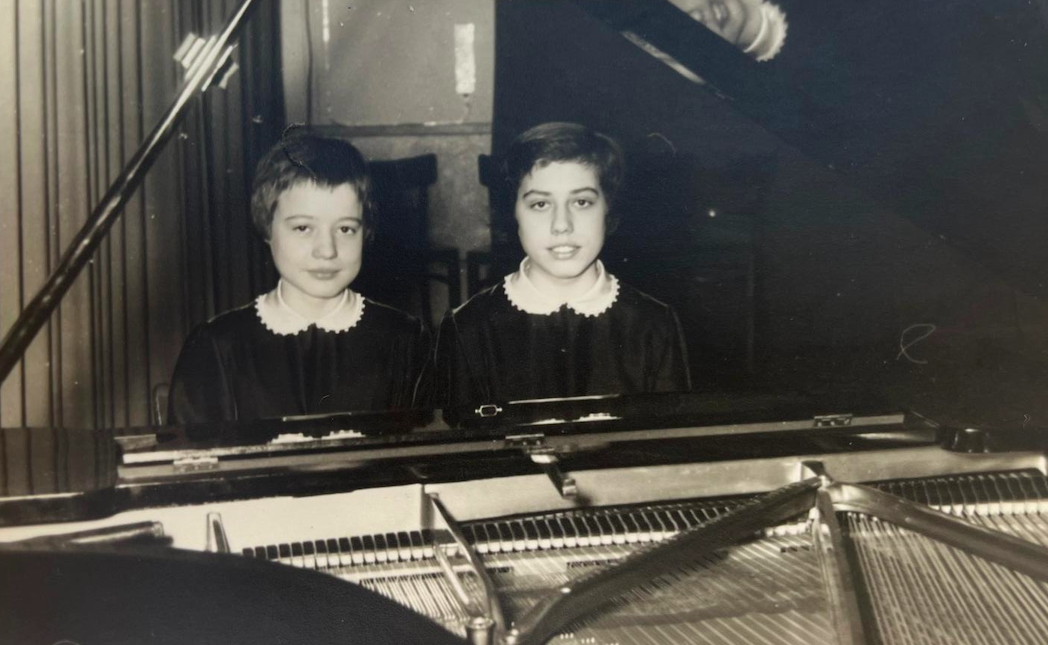
Hilde und Anneliese Rittersberger um 1950

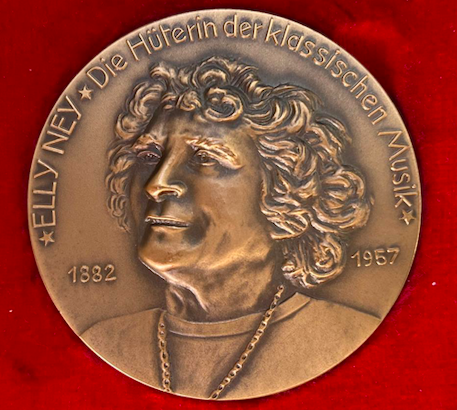
Elly-Ney-Plakette 1958

Hilde Rittersberger-Straub erhielt seit ihrem 7. Lebensjahr Klavierunterricht bei Hanni Werber-Römer (1899–1981), die bei einem Schüler von Franz Liszt (1811–1886) pianistisch ausgebildet worden war. Im Alter von 16 Jahren wurde sie als Pianistin mit der „Elly Ney-Plakette“ ausgezeichnet und erhielt, gemeinsam mit ihrer Schwester Anneliese Straub, die Auszeichnung des Landes Hessen für Klavier-Duo. Sie studierte Musik im Hauptfach Klavier an der Hochschule für Musik und Darstellende Kunst Frankfurt am Main und ab 1963 an der Akademie für Tonkunst in Darmstadt in den Meisterklassen von Hans Kann und Werner Hoppstock.
Ihre pianistische Karriere widmete Hilde Rittersberger-Straub der Klavierpädagogik. 1970–1980 leitete sie eine Klavierklasse mit Schülerinnen und Schülern aller Altersstufen an der Akademie für Tonkunst in Darmstadt und anschließend am Konservatorium Heppenheim. Die ehemalige Musikschule der Stadt Heppenheim hatte 1955 aufgrund des künstlerischen Niveaus der musikalischen Ausbildung unter der Gründungsleiterin Hanni Werber-Römer den Titel „Konservatorium“ vom Land Hessen erhalten. 1990 wurde Hilde Rittersberger-Straub in der direkten Nachfolge Hanni Werber-Römers durch die Stadt Heppenheim als Leiterin des Konservatoriums Heppenheim berufen, das seit 2000 durch den Verein „Konservatorium Bergstraße e.V.“ mit Filialen in Bensheim und Lorsch betrieben und von Hilde Rittersberger-Straub gemeinsam mit einem Leitungsteam geleitet wird.
Zahlreiche Schülerinnen und Schüler hat Hilde Rittersberger-Straub kontinuierlich zu pianistischen Höchstleistungen und ins Musikstudium begleitet, wobei das auswendige, empfindsam interpretierende Spiel klassischer Originalliteratur für Klavier auf der Grundlage der authentisch überlieferten, effektiven Fingertechnik der Franz-Liszt-Schule im Vordergrund steht. In vielen Konzerten mit ihren Schülerinnen und Schülern sowie Lehrkräften des Konservatoriums im Heppenheimer Kurfürstensaal und an vielen anderen Orten stellte sich die beeindruckend lebendige Musikalität und gleichzeitige Virtuosität der Schülerinnen und Schüler von Hilde Rittersberger-Straub unter Beweis. Über Jahrzehnte entstand eine Community von Pianistinnen und Pianisten, die im Zeichen des Musikmachens mit Hilde Rittersberger-Straub miteinander verbunden ist.
Hilde Rittersberger-Straub hat zwei Kinder und zwei Enkelkinder. Sie ist die Mutter von Andrea Rittersberger, ebenfalls Pianistin und Klavierpädagogin, die als Professorin an der „Musik und Kunst Privatuniversität der Stadt Wien“ lehrt. Zu Hilde Rittersberger-Straubs Schülerinnen und Schülern, die das Musikstudium als Grundlage ihres Lebenswegs wählten, zählen Andrea Edel, Klaus Jehlicka, Andreas Kappatsch, Matthias Kapitza, Jan Mischlich, Bernhard Stephan, Andrea Wolfsteiner u. v. m.